# История гимнов России и СССР

## Гром победы, раздавайся! (1791—1816)
(в конце XVIII века, неофициально)

Гимн создан в 1791 году Гавриилом Державиным (слова) и Осипом Козловским (музыка, использован музыкальный размер и темп полонеза).
Гром победы, раздавайся!
Веселися, храбрый Росс!
Звучной славой украшайся.
Магомета ты потрёс!
Припев:
Славься сим, Екатерина!
Славься, нежная к нам мать!
Воды быстрые Дуная
Уж в руках теперь у нас;
Храбрость Россов почитая,
Тавр под нами и Кавказ.
Уж не могут орды Крыма
Ныне рушить наш покой;
Гордость низится Селима,
И бледнеет он с луной.
Стон Синила раздается,
Днесь в подсолнечной везде,
Зависть и вражда мятется
И терзается в себе.
Мы ликуем славы звуки,
Чтоб враги могли узреть,
Что свои готовы руки
В край вселенной мы простреть.
Зри, премудрая царица!
Зри, великая жена!
Что Твой взгляд, Твоя десница
Наш закон, душа одна.
Зри на блещущи соборы,
Зри на сей прекрасный строй;
Всех сердца Тобой и взоры
Оживляются одной.

## Молитва русских (1816—1833)
В конце 1816 года Александр I издал указ об исполнении этой мелодии при встречах императора.
Использовалась в качестве гимна (1816—1833).
Слова В. А. Жуковского, музыка Генри Кэри («Боже, храни короля», 1743 г.)
Боже, Царя храни!
Славному долги дни
Дай на земли!
Гордых смирителю:
Слабых хранителю,
Всех утешителю —
Всё ниспошли!
Перводержавную
Русь Православную
Боже, храни!
Царство ей стройное,
В силе спокойное, —
Всё ж недостойное,
Прочь отжени!
О, Провидение,
Благословение
Нам ниспошли!
К благу стремление,
В счастье смирение,
В скорби терпение
Дай на земли!

## Коль славен наш Господь в Сионе (1794—1833)
Стихи М. М. Хераскова, музыка Д. С. Бортнянского. Неофициальный гимн, широко использовавшийся до официального принятия гимна «Боже, царя храни», в нотных изданиях XIX века сопровождался отметкой «национальный русский гимн». С 1856 года по октябрь 1917 года часы-куранты Спасской башни в Московском Кремле вызванивали мелодию «Коль славен» наряду с «Преображенским маршем». Использовался также на территориях, занятых белыми во время Гражданской войны 1918 −1922 годов и в эмиграции. Представляет собой религиозный гимн, пронизанный христианской символикой.
Коль славен наш Господь в Сионе,
Не может изъяснить язык.
Велик Он в Небесах на троне,
В былинах на земли велик.
Везде, Господь, везде Ты славен,
В нощи, во дни сияньем равен.
Тебя Твой Агнец златорунный
В себе изображает нам:
Псалтырью мы десятострунной
Тебе приносим фимиам.
Прими от нас благодаренье,
Как благовонное куренье.
Ты солнцем смертных освещаешь,
Ты любишь, Боже, нас как чад,
Ты нас трапе́зой насыщаешь
И зиждешь нам в Сионе град.
Ты грешных, Боже, посещаешь
И плотию Твоей питаешь.
О Боже, во Твоё селенье
Да внидут наши голоса,
Да взыдет наше умиленье,
К Тебе, как утрення роса!
Тебе в сердцах алтарь поставим,
Тебя, Господь, поём и славим!

## Боже, Царя храни! (1833—1917)
Государственный гимн Российской империи (1833—1917).
Утверждён указом Николая Первого от 30 апреля (12 мая) 1834 года.
Слова В. А. Жуковского, музыка А. Ф. Львова.
Боже, Царя храни
Сильный, державный,
Царствуй на славу,
На славу нам!
Царствуй на страх врагам,
Царь православный.
Боже, Царя, Царя храни!

## Преображенский марш (1917)
После февральской революции этот старинный марш петровских времён стали исполнять как гимн вместо «Боже, Царя храни!». После Октября 1917 года его в качестве «гимна» упразднили, но в Добровольческой армии «Преображенский марш» продолжал оставаться «российским гимном» «В Добровольческой армии он использовался в значении русского гимна. Таковым он и остаётся на долгие годы в русском зарубежье, когда его вместе с гимнами многих европейских стран исполняли в эмиграции при поднятии флага или на церемониях памяти павших».

## Рабочая Марсельеза (1917)
Использовалась в качестве гимна в первые месяцы после Февральской революции.
Мелодия французского гимна (Марсельеза).
Текст опубликован в газете «Вперёд» 1 июля 1875 года под названием «Рабочая Марсельеза».
Слова П. Л. Лаврова (это не перевод с французского), музыка Клода Жозефа Руже де Лиля.
Отречёмся от старого мира,
Отряхнём его прах с наших ног!
Нам не нужно златого кумира,
Ненавистен нам царский чертог.
Мы пойдём к нашим страждущим братьям,
Мы к голодному люду пойдём,
С ним пошлём мы злодеям проклятья —
На борьбу мы его позовём.
Припев:
Вставай, подымайся, рабочий народ!
Вставай на борьбу, люд голодный!
Раздайся, клич мести народной!
Вперёд, вперёд, вперёд, вперёд, вперёд!

## Гимн свободной России
«Гимн свободной России» — вариант гимна России, предложенный после Февральской революции композитором А. Т. Гречаниновым на слова К. Бальмонта. Этот вариант как и многие другие предложения не были приняты Временным правительством и многочисленными Особыми совещаниями деятелей искусства.
Слова для гимна Гречанинов, эмигрант с 1925 года, доживший в Нью-Йорке до девяноста лет, взял из стихотворения Константина Бальмонта, славившего Февральскую революцию.
Да здравствует Россия, свободная страна!

Свободная стихия великой суждена!

Могучая держава, безбрежный океан!

Борцам за волю слава, развеявшим туман!

Да здравствует Россия, свободная страна!

Свободная стихия великой суждена!

Леса, поля, и нивы, и степи, и моря,

Мы вольны и счастливы, нам всем горит заря!

Да здравствует Россия, свободная страна!

Свободная стихия великой суждена!

## Интернационал (1918—1944)
«Интернационал» — Государственный гимн РСФСР (1918—1922), а после образования Советского Союза (1922) он же стал гимном СССР (1922—1944).
Утверждён Советом народных комиссаров 10 (23 н.с.) января 1918 года.
Слова Эжен Потье (перевод А. Я. Коц, 1902), музыка Пьер Дегейтер. В гимн вошли 1, 2, и 6 куплеты с небольшими изменениями.
Вставай, проклятьем заклеймённый,
Весь мир голодных и рабов!
Кипит наш разум возмущённый
И в смертный бой вести готов.
Весь мир насилья мы разрушим
До основанья, а затем
Мы наш, мы новый мир построим, —
Кто был ничем, тот станет всем.
Припев:
Это есть наш последний
И решительный бой;
С Интернационалом
Воспрянет род людской!
Никто не даст нам избавленья:
Ни бог, ни царь и ни герой.
Добьёмся мы освобожденья
Своею собственной рукой.
Чтоб свергнуть гнёт рукой умелой,
Отвоевать своё добро, —
Вздувайте горн и куйте смело,
Пока железо горячо!
Припев.
Лишь мы, работники всемирной
Великой армии труда,
Владеть землёй имеем право,
Но паразиты — никогда!
И если гром великий грянет
Над сворой псов и палачей, —
Для нас всё так же солнце станет
Сиять огнём своих лучей.
Припев.

## Государственный гимн СССР (1944—1991)
Государственный гимн Советского Союза (1944—1956). Музыка написана в 1938 году для песни «Гимн партии большевиков» (слова В. И. Лебедева-Кумача). В 1943 году, после победы под Сталинградом, был написан новый вариант слов с знаковым припевом: «…Знамя советское, знамя народное пусть от победы — к Победе ведет!» Музыка А. В. Александрова, слова С. В. Михалкова и Г. А. Эль-Регистана. в исполнении хорао файле
Утверждён 14 декабря 1943 года постановлением Политбюро ЦК ВКП(б). Впервые новый гимн исполнен в ночь на 1 января 1944. Официально используется с 15 марта 1944.
Союз нерушимый республик свободных
Сплотила навеки Великая Русь.
Да здравствует созданный волей народов
Единый, могучий Советский Союз!
Славься, Отечество, наше свободное,
Дружбы народов надёжный оплот!
Знамя советское, знамя народное
Пусть от победы к победе ведёт!
Сквозь грозы сияло нам солнце свободы,
И Ленин великий нам путь озарил:
Нас вырастил Сталин — на верность народу,
На труд и на подвиги нас вдохновил!
Славься, Отечество, наше свободное,
Счастья народов надёжный оплот!
Знамя советское, знамя народное
Пусть от победы к победе ведёт!
Мы армию нашу растили в сраженьях.
Захватчиков подлых с дороги сметём!
Мы в битвах решаем судьбу поколений,
Мы к славе Отчизну свою поведём!
Славься, Отечество, наше свободное,
Славы народов надёжный оплот!
Знамя советское, знамя народное
Пусть от победы к победе ведёт!
Принятие гимна СССР инициировало процесс создания государственных гимнов союзных республик с упоминанием их в республиканских конституциях. Однако гимн РСФСР так и не был принят, поэтому на её территории на официальных мероприятиях исполнялся только гимн СССР.
В 1956—1977 годах гимн СССР исполнялся без слов, потому что в прежнем тексте упоминался Сталин. Но официально старые слова гимна отменены не были, поэтому во время зарубежных выступлений советских спортсменов иногда исполнялся гимн со старыми словами.
В 1977 году Сергей Михалков создаёт вторую редакцию Государственного Гимна СССР.
Музыка А. В. Александрова, слова С. В. Михалкова, Г. А. Эль-Регистана.
Союз нерушимый республик свободных
Сплотила навеки Великая Русь.
Да здравствует созданный волей народов
Единый, могучий Советский Союз!
Припев:
Славься, Отечество, наше свободное,
Дружбы народов надёжный оплот!
Партия Ленина — сила народная
Нас к торжеству коммунизма ведёт!
Сквозь грозы сияло нам солнце свободы,
И Ленин великий нам путь озарил:
На правое дело он поднял народы,
На труд и на подвиги нас вдохновил!
Припев.
В победе бессмертных идей коммунизма
Мы видим грядущее нашей страны,
И Красному знамени славной Отчизны
Мы будем всегда беззаветно верны!
Припев.

## Патриотическая песня (1990—2000)
Государственный гимн РСФСР и Российской Федерации (1990—2000).
До 1990 года у РСФСР, единственной из всех союзных республик, не было своего гимна, хотя в 1945—1951 годах было проведено несколько конкурсов, на которых правительственная комиссия так и не одобрила ни один из вариантов (наиболее известным является вариант «В грозах окрепла Россия родная» для конкурса 1946 года — слова Степана Щипачёва, музыка Сергея Прокофьева).
5 ноября 1990 года правительство РСФСР принимает постановление о создании государственного герба, государственного флага и гимна РСФСР. В качестве музыки гимна комиссия одобрила «Патриотическую песню» Михаила Глинки.
Утверждён постановлением Верховного Совета РСФСР 23 ноября 1990. Слова гимна так и не были официально утверждены, хотя в 1990 году на сессии Верховного Совета исполнялся один из вариантов (под названием «Славься, Русь!»), одобренный руководством. В ноябре 1999 года по итогам конкурса был одобрен текст Виктора Радугина «Славься, Россия!», но в связи с отставкой Бориса Ельцина он не был утверждён Федеральным Собранием РФ.
С декабря 1991 года, когда Россия стала независимым государством, стал государственным гимном РФ.
Утверждён в качестве такового указом (№ 2127) президента России Б. Н. Ельцина 11 декабря 1993.
Музыка М. И. Глинки (в аранжировке Андрея Петрова).

## Государственный гимн Российской Федерации (с 2000 года)
Проект закона «О государственном гимне Российской Федерации» Государственная Дума приняла в первом чтении 10 марта 1999 года, а 8 декабря 2000 года — в третьем, окончательном чтении. 20 декабря 2000 года подавляющим большинством голосов закон одобрил Совет Федерации.
Федеральным конституционным законом № 3—ФКЗ от 25 декабря 2000 года «О государственном гимне Российской Федерации» (опубликован и вступил в силу 27 декабря 2000) в качестве мелодии гимна утверждена музыка А. В. Александрова (гимн СССР). Слова гимна должны быть внесены в текст закона в будущем. В тот же день Президент создал рабочую группу для рассмотрения предложений о тексте Государственного гимна в составе 12 человек.
30 декабря 2000 года указом Президента Российской Федерации № 2110 на период до вступления в силу соответствующего федерального конституционного закона утверждён текст С. В. Михалкова.
В декабре 2000 — феврале 2001 года в Думу были внесены 5 законопроектов о тексте гимна. Президент В. В. Путин внёс текст С. В. Михалкова. Законопроект был рассмотрен Государственной Думой 7 марта 2001 года и в качестве официального гимна Российской Федерации был принят текст С. В. Михалкова.

### Утверждённый текст гимна России
Музыка А. В. Александрова, слова С. В. Михалкова.
Россия — священная наша держава,
Россия — любимая наша страна.
Могучая воля, великая слава —
Твоё достоянье на все времена!
Припев:
Славься, Отечество наше свободное,
Братских народов союз вековой,
Предками данная мудрость народная!
Славься, страна! Мы гордимся тобой!
От южных морей до полярного края
Раскинулись наши леса и поля.
Одна ты на свете! Одна ты такая —
Хранимая Богом родная земля!
Припев.
Широкий простор для мечты и для жизни
Грядущие нам открывают года.
Нам силу даёт наша верность Отчизне.
Так было, так есть и так будет всегда!
Припев.